# Corebo de Élide
Corebo de Élide (del griego Κόροιβος Ἠλεῖος, Koroibos) fue un humilde panadero de Élide, en la Antigua Grecia  que participó como atleta, obteniendo la victoria en la carrera de velocidad, stadion que se disputó durante los primeros Juegos Olímpicos de la Antigüedad registrados, que se celebraron en el año 776 a. C..
Debido a que era ciudadano de Élide, sus sacerdotes comenzaron a registrar los ganadores de las carreras a partir de ese año, por lo que cuando las fiestas olímpicas se llegaron a convertir en las más importantes celebraciones griegas, fue aceptada por todos la cronología olímpica a partir de la victoria de Corebo, aunque ya habían existido otros juegos anteriores, aunque no celebrados regularmente.

## Juegos Olímpicos
Por su victoria en la única carrera programada de 192,27 m, recibió como premio una rama de olivo, aunque el honor de obtener la victoria era mucho más prestigioso que el propio premio material.
Según la leyenda, los antiguos Juegos Olímpicos fueron fundados por Heracles (el Hércules griego), hijo de Zeus. En estos primeros Juegos Olímpicos registrados, un corredor desnudo, Corebo sería coronado así como el primer campeón olímpico de la historia.

## El Corebo mítico
Alguna tradición, le confunde con otro Corebo, que habría acabado con Pena, a quien Apolo había enviado a la tierra de los argivos.